# Dorking (Surrey)
Dorking ist ein Ort in England, unterhalb der North Downs in Surrey, etwa 40 Kilometer südlich von London. Der Ort hat 17.000 Einwohner und gehört zum Distrikt Mole Valley.

## Historische Entwicklung
Dorking begann als kleine Poststation an der Stane Street, der Römerstraße, die London mit Chichester am Ärmelkanal verbindet.
Im 11. Jahrhundert wird der Ort im Domesday Book als Manor of Dorchinges erwähnt. Zu den Gutsherren gehörten die Dukes of Norfolk, die in Dorking lebten, bis sie nach Arundel umzogen. Im Mittelalter war Dorking ein prosperierender landwirtschaftlicher Markt, der von seiner Lage an einer Vielzahl von Straßen profitierte.
1750 machte der Bau der Turnpike Road Dorking zu einer Poststation auf dem Weg nach Brighton und der Küste. Diese Position ging mit dem Bau der Eisenbahn verloren.

## Geographie

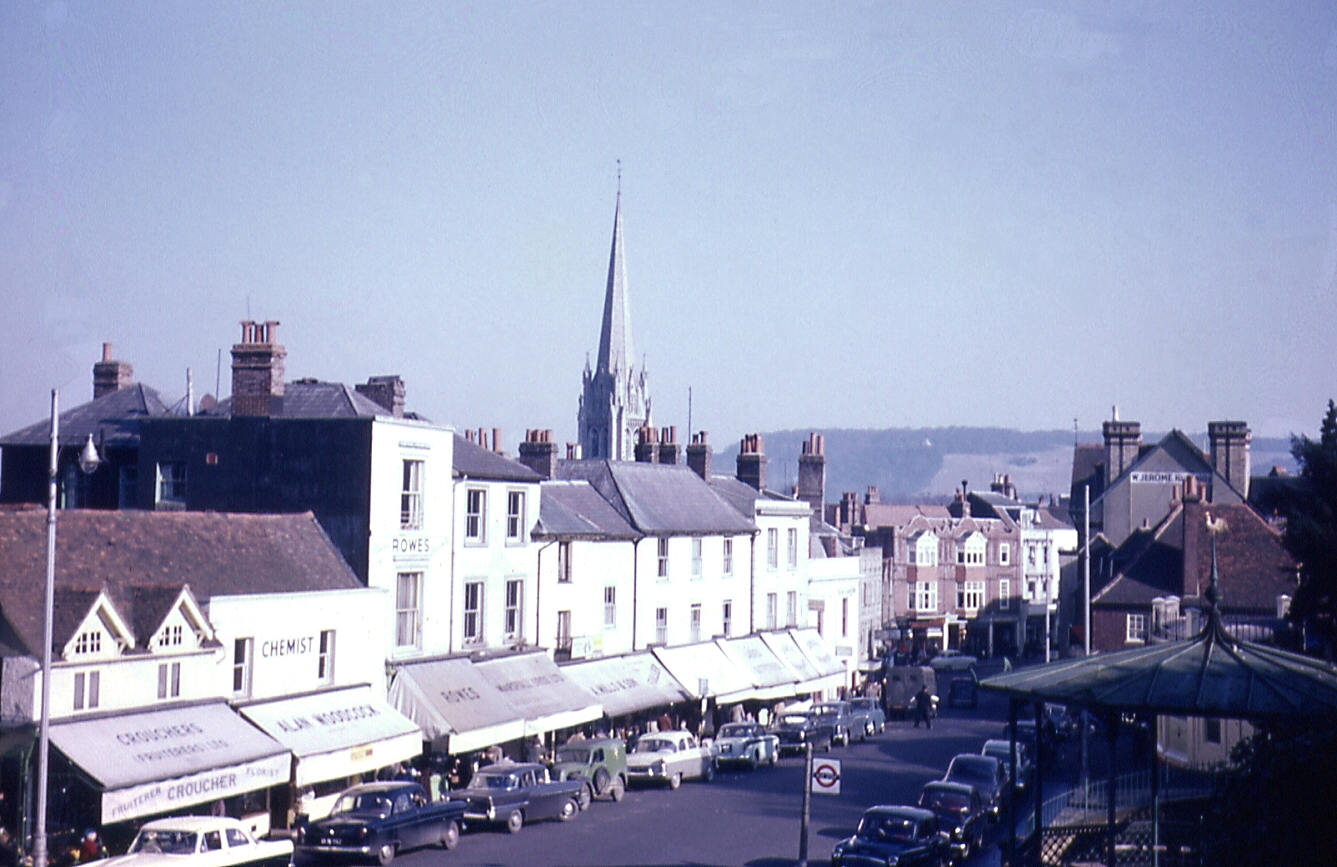
South Street in Dorking, um 1959

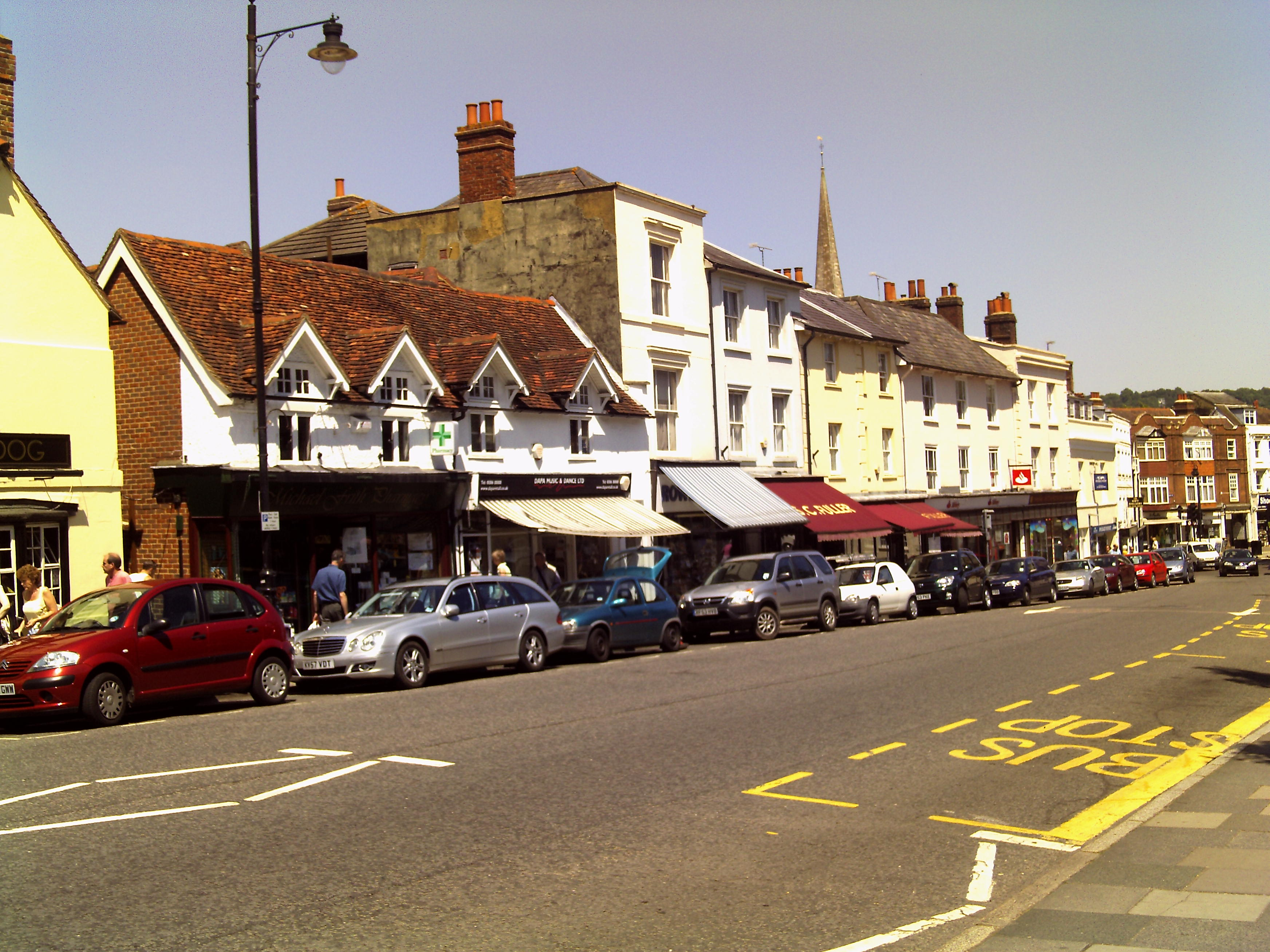
South Street in Dorking, Mai 2009

Der Pipp Brook fließt durch den Ort und mündet im Nordosten der Stadt in den River Mole. Nördlich der Stadt schneidet der Mole ein steiles Tal, das sogenannte Mole Gap in die North Downs. An seinem linken Ufer liegt Denbies Vineyard, der größte Weinberg in Großbritannien.
Auf dem rechten Ufer liegt Box Hill, Großbritanniens erster Country Park, der dem National Trust gehört. Der Hügel wurde zur Site of Special Scientific Interest ernannt, weil hier im Sommer eine große Zahl seltener Orchideen blüht. Weiter nördlich liegt Norbury Park mit dem Druids Grove, ein Wald mit zum Teil über 1000 Jahre alten Bäumen.
Im Südwesten liegt Leith Hill, ebenfalls im Besitz des National Trust, mit 294 Metern der zweithöchste Punkt in Südostengland. Gemeinsam mit Holmbury Hill und Pitch Hill sowie der Gegend um Box Hill bis Newlands Corner ist die Landschaft als Surrey Hills bekannt.

## Städtepartnerschaften
Dorking unterhält Städtepartnerschaften mit den Städten Güglingen in Deutschland und Gouvieux in Frankreich.

## Mit dem Ort verbundene Persönlichkeiten
nach aufsteigendem Geburtsjahr

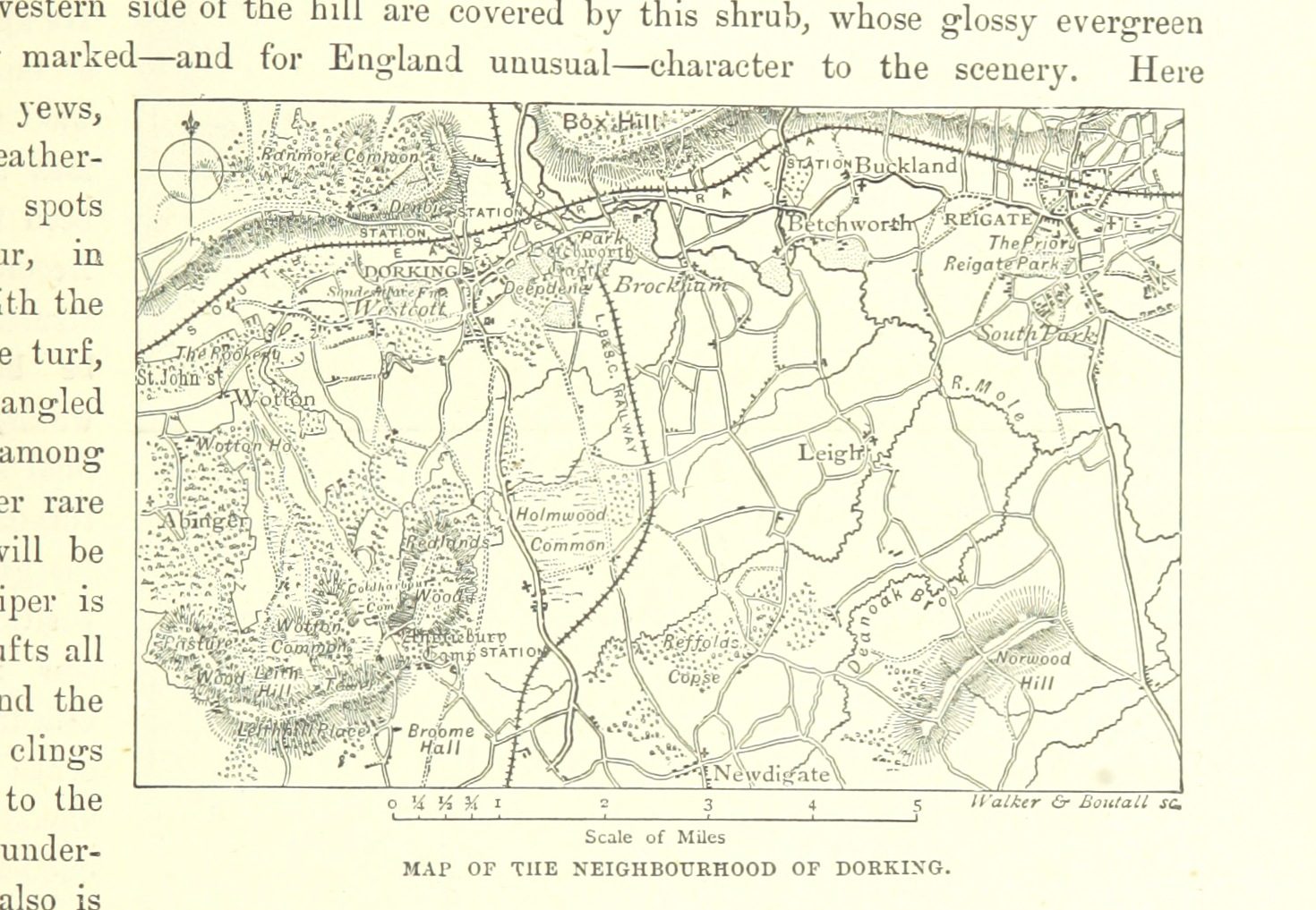
Dorking 1891, Deepdene (östlich davon), Box Hill (oben, Mitte) und Leith Hill (links unten). Hurtwood House liegt westlich außerhalb der Karte

- Priscilla Alden, eine frühe Siedlerin in Massachusetts, wurde um 1602 vermutlich in Dorking geboren.
- Der Schriftsteller Daniel Defoe (1660–1731) besuchte vermutlich eine Schule in der Pixham Lane und erwähnte Dorking in seinem Reisebericht A tour thro’ the whole island of Great Britain.
- Der Botaniker John Sims (1749–1831) setzte sich 1825 in Dorking zur Ruhe und starb hier auch.
- Der Komponist John Marsh (1752–1828) wurde hier geboren.
- Der Admiral Lord Nelson (1758–1805) verbrachte hier seine letzte Nacht in England, bevor er in die Schlacht von Trafalgar zog.
- Der Ökonom Thomas Robert Malthus (1766–1834) stammt aus Wotton etwas südöstlich von Dorking.
- Die Schriftstellerin Jane Austen (1775–1817) ließ eine Passage ihres Romans Emma in Box Hill spielen.
- Der Tory-Politiker Henry Goulburn  (1784–1856), zeitweilig Schatzkanzler, starb in Betchworth House etwas östlich von Dorking.
- Der Architekt Thomas Cubitt (1788–1855) wurde in Dorking geboren und starb hier. In der Langform des Adelstitels Baron Ashcombe, erstmals an seinen Sohn, den Politiker George Cubitt (1828–1917) verliehen, ist der Ortsname enthalten.
- Der Politiker Benjamin Disraeli (1804–1881) schrieb seinen Roman Coningsby im heute abgerissenen Deepdene House.
- Der anglikanische Bischof Samuel Wilberforce (1805–1873) starb in Abinger etwas südwestlich von Dorking, nachdem er von seinem Pferd abgeworfen wurde.
- Der Arzt und Lexikograph James Dixon (1813–1896) lebte hier im Ruhestand.
- Der Maler und Fotograf William Usherwood (1820–1916) lebte und starb in Dorking. Er fotografierte hier 1858 möglicherweise erstmals einen Kometen.
- Die US-Bergsteigerin Margaret Claudia Brevoort (1825–1876) starb in Dorking an den Folgen einer Infektion.
- Der Schriftsteller George Meredith (1828–1909) lebte in Box Hill und starb dort.
- Der Admiral Anthony Hoskins (1828–1901) starb in Pleystons Capel bei Dorking.
- Der Naturschriftsteller Denham Jordan (1836–1920) lebte hier von 1849 bis zu seinem Tod.
- Der Maler Walter Dendy Sadler (1854–1923) wurde hier geboren.
- Die Kinderschriftstellerin H. C. Cradock (1863–1941) starb hier.
- Das Mäzenatenpaar Sidney Schiff (1868–1944) und Violet Schiff (1874–1962) lebte von 1934 bis 1944 hier.
- Der Dichter Robert Calverl(e)y Trevelyan (1872–1951) starb hier; sein Sohn Julian Trevelyan wurde hier 1910 geboren.
- Der Komponist Ralph Vaughan Williams (1872–1958) wuchs in Leith Hill auf und lebte von 1929 bis 1953 in Dorking.
- Der Naturwissenschaftler James Jeans (1877–1946) starb hier.
- Die Glasmalerin Veronica Whall (1887–1967) wurde in Stonebridge etwas südlich von Dorking geboren.
- Die Botanikerin und Frauenrechtlerin Marie Stopes (1880–1958) starb hier.
- Der Komponist Robert Müller-Hartmann (1884–1950), 1938 aus Deutschland exiliert, starb hier. Der mit ihm befreundete Komponist Vaughn Williams, ebenfalls in Dorking wohnend, veröffentlichte einen Nachruf im Dorking Advertiser.
- Der Diplomat Laurence Milner Robinson (1885–1957) starb hier.
- Der Fernsehpionier John Logie Baird (1888–1946) lebte von 1929 bis 1932 im Swiss Cottage auf dem Box Hill.
- Die Pathologin Dorothy Stuart Russell (1895–1983) starb hier.
- Der Kriminalautor Cyril Hare (1900–1958) starb in seinem Haus bei Box Hill.
- Der aus Polen exilierte Satiriker Marian Hemar (1901–1972) starb hier.
- Der Ruderer und Manager Terence Sanders (1901–1985) starb hier.
- Der Chemiker John Rex Whinfield (1902–1966) starb hier.
- Der Tennisspieler Daniel Prenn (1904–1991), 1933 aus Deutschland exiliert, starb hier.
- Der Schauspieler Laurence Olivier (1907–1989) wurde hier geboren.
- Der Künstler Julian Trevelyan (1910–1988) aus der gleichnamigen Adelsfamilie wurde in Dorking geboren; sein Vater Robert Calverl(e)y Trevelyan starb 1951 hier.
- Der Schauspieler und Tierschützer Bill Travers (1922–1994) starb in South Holmwood etwas südlich von Dorking.
- Der Maler, Kupferstecher, Illustrator und Bühnenbildner Marcel North (1923–1998) wurde hier geboren.
- Der emeritierte Bischof Thomas McMahon (* 1936) ist hier geboren.
- Die Informatikerin und Genderforscherin Frances Grundy (* 1942) ist hier geboren.
- Der Übersetzer Paul Vincent (* 1942) ist hier geboren.
- Der Embryologe Richard L. Gardner (* 1943) ist hier geboren.
- Der Musiker Billy Idol (* 1955) lebte von etwa 1964 bis 1971 hier.
- Der Regattasegler Simon Hiscocks (* 1973) ist hier geboren.
- Die Musikerin und Schauspielerin Susy Kane (* 1978) ist hier geboren.
- Der Fußballspieler Jamie Mackie (* 1985) ist hier geboren.
- Die Komponistin Alma Deutscher (* 2005) lebte bis 2018 hier.
- Das auf Schauspiel- und Musikabitur spezialisierte Internat Hurtwood House besuchten der Komponist Hans Zimmer (* 1957) sowie die Schauspielerinnen und Schauspieler Nikki Amuka-Bird (* 1976), Hannah Herzsprung (* 1981), Tom Mison (* 1982), Jack Huston (* 1982), Emily Blunt (* 1983), Emily Beecham (* 1984) und Cleo von Adelsheim (* 1987).